# Babette (film)
Babette er en amerikansk stumfilm fra 1917 af Charles Brabin.

## Medvirkende
- Marc McDermott som Raveau
- Peggy Hyland som Babette
- Templar Saxe som Pivot
- William R. Dunn som Guinard